# Phantasiehafen
Phantasiehafen ist der deutsche Titel der lettischen Zeichentrickserie Fantadroms (russisch Фантадром (Fantadrom); englisch Fantadrome), die zwischen 1985 und 1995 im Animationsstudio Dauka produziert wurde.

## Inhalt
Die Hauptfigur der Serie ist der Roboter Indriķis XIII, der durch die Verschmelzung eines roten Balls und eines schwarzen Würfels aktiviert wird. Er kann seine Gestalt beliebig ändern, tritt jedoch meistens in Form einer gelben Katze auf. Fliegt er durch das All, tut er dies oft in Gestalt eines Bleistiftes. Die weiteren Hauptfiguren sind ein lilafarbenes, offenbar weibliches Mischwesen aus Katze und Krake, das ebenfalls seine Form wechseln kann, sowie eine Ratte. Gemeinsam reisen sie durch das Weltall, wo sie auf die kuriosesten Fantasiegestalten treffen, denen sie zumeist aus einer kniffligen Situation helfen müssen. Daneben gibt es Figuren wie ein mintgrünes, schweineartiges Wesen oder einen rosafarbenen amorphen Körper, die in mehreren Folgen auftauchen.
Wiederkehrende Elemente der Serie sind dabei das Niesen von Indriķis XIII zu Beginn und am Ende jeder Episode sowie die Eifersucht der Ratte auf die beiden Katzenwesen, da sie offensichtlich in Indriķis XIII verliebt ist und es nicht ausstehen kann, wenn er vom „Katzenkraken“ umgarnt wird.

## Episodenliste
Die Titel der einzelnen Episoden wurden bis Folge 4 auf Lettisch, Deutsch, Englisch, Französisch und Russisch, ab Folge 5 nur noch auf Lettisch und Englisch eingeblendet.
| Nr. | Originaltitel | deutscher Titel | englischer Titel | französischer Titel | russischer Titel                                 | Jahr |
| --- | ------------- | --------------- | ---------------- | ------------------- | ------------------------------------------------ | ---- |
| 0 (Pilot) | –             | –               | –                | –                   | Взлётное поле фантазии (Weljotnoje pole fantasi) | 1984 |
| 1 | Smiekli       | Lachen          | Laughter         | Les Rires           | Смех (Smech)                                     | 1985 |
| Ein Astronaut entdeckt auf einem Überwachungsmonitor, dass zwei Roboter auf einem entfernten Planeten eine Funkstation deaktivieren. Er aktiviert Indriķis XIII. Eine Ratte kriecht aus ihrer Behausung und verliebt sich sofort in Indriķis XIII, der zum fremden Planeten aufbricht. Dort angekommen, trifft er auf die Katzenkrake. Gemeinsam gelingt es ihnen, die außer Kontrolle geratenen Roboter durch ein Video lachender Kinder neu zu starten. Zurück auf der Erde reaktiviert die Katzenkrake Indriķis XIII. Als das die Ratte sieht, wird sie eifersüchtig. |               |                 |                  |                     |                                                  |      |
| 2 | Sāls          | Salz            | The Salt         | Le Sel              | Соль (Sol)                                       | 1985 |
| Ein rosafarbener Amorph möchte ein Picknick machen. Als es ein Ei essen will, fällt ihm auf, dass es kein Salz dabei hat. Daraufhin kapert es das Raumschiff des Astronauten. Dieser wiederum aktiviert Indriķis XIII, um die Situation zu klären. Die Ratte erscheint, um zu helfen, aber schlussendlich organisiert die Katzenkrake einen Salzstreuer, und das amorphe Wesen ist zufrieden. Als die Ratte auf dem Salzstreuer ein Bild der Katzenkrake erkennt, kocht sie vor Eifersucht.                                                                              |               |                 |                  |                     |                                                  |      |
| 3 | Uguns         | Feuer           | The Fire         | Le Feu              | Огонь (Ogon)                                     | 1985 |
| Zwei Wesen werden auf einem fremden Planeten von Feuer umzingelt. Die Ratte stößt dazu und alarmiert Indriķis XIII. Dieser verwandelt sich in einen Feuerlöscher, kann aber die Flammen nicht löschen. Also ruft er den Amorph, der alle Wolken aufsaugt, um mit deren Wasser die Flammen zu löschen. Indriķis XIII und das Katzenkrakenwesen kommen ihm zu Hilfe, und gemeinsam können sie das Feuer löschen. Sie fallen glücklich in die entstandene Pfütze, und die Ratte sieht eifersüchtig zu.                                                                      |               |                 |                  |                     |                                                  |      |
| 4 | Puķes         | Blumen          | Flowers          | Les Fleurs          | Цветы (Zwety)                                    | 1992 |
| In einer künstlichen Biosphäre entdeckt der Astronaut mit einer Kollegin ein Wesen, das die dortigen Pflanzen zerstört. Sie aktivieren Indriķis XIII, um die Lage zu klären. Er reist auf den Planeten und versucht das Wesen, was sich als rotes Schwein entpuppt, aufzuhalten. Die Katzenkrake und der Amorph kommen ihm zu Hilfe. Nachdem der Amorph das Wesen abgespült hat, wandelt sich dessen Farbe von rot zu mintgrün, und es wird friedlich. Die Ratte kommt dazu und ist erneut eifersüchtig auf alle.                                                        |               |                 |                  |                     |                                                  |      |
| 5 | Piens         | –               | Milk             | –                   | –                                                | 1993 |
| Auf einem fremden Planeten füllt eine Kuh ihre Milch ab und versucht, diese an vorbeifliegende Raumschiffe zu verteilen. Da niemand reagiert, errichtet sie einen riesigen Kescher, in dem sich der Amorph verfängt. Als die Kuh ihm Milch anbietet, reagiert er ungehalten, da er sich gefangen wähnt. Er alarmiert Indriķis XIII, der sich jedoch ebenfalls im Kescher verfängt. Die Katzenkrake klärt die Situation auf, und am Ende trinken alle zusammen Milch, während sich die Ratte im Kescher verheddert.                                                       |               |                 |                  |                     |                                                  |      |
| 6 | Saldējums     | –               | Ice-Cream        | –                   | –                                                | 1993 |
| Die Katzenkrake hat Geburtstag und lädt den Amorph zu einem Eis ein. Die Eismaschine spielt jedoch verrückt und bläst die Eismasse durch ein Lüftungsgitter nach draußen, wo eine Art Eissturm entsteht. Der Amorph bleibt in diesem Strudel stecken und alarmiert Indriķis XIII. Dieser eilt zu Hilfe und es gelingt ihm, die Eismaschine zu reaktivieren, den Sturm zu beenden und einen großen Eisbecher zu produzieren, der er gemeinsam mit der Katzenkrake und dem Amorph verspeist, während die Ratte eifersüchtig zusieht.                                       |               |                 |                  |                     |                                                  |      |
| 7 | Sacensības    | –               | The Contest      | –                   | –                                                | 1993 |
| Die Ratte und die Katzenkrake treten in einem Einradrennen gegeneinander an. Das mintgrüne Schwein ist der Schiedsrichter, der Amorph filmt das Geschehen. An einem Getränkestand an der Strecke, an dem eine Kuh Milch verteilt, kommt es zu einem Sturz der beiden Kontrahenten, die daraufhin in Streit geraten. Da es keinem gelingt zu schlichten, wird Indriķis XIII zu Hilfe gerufen, der die Streitenden schließlich besänftigen kann. Sie beenden das Rennen zeitgleich.                                                                                        |               |                 |                  |                     |                                                  |      |
| 8 | Zemestrīce    | –               | Earthquake       | –                   | –                                                | 1993 |
| Die unterirdische Wohnung eines Wurmes wird von Erdstößen zerstört, woraufhin dieser Indriķis XIII alarmiert. Der entdeckt, dass das vermeintliche Erdbeben durch die Basketball spielende Katzenkrake verursacht wurde. Er verlegt kurzerhand das Spielfeld von der Wohnung des Wurmes weg und gemeinsam veranstalten sie ein Basketballspiel, wobei sie von der eifersüchtigen Ratte beobachtet werden. |               |                 |                  |                     |                                                  |      |
| 9 | Pudelīte      | –               | Feeding Bottle   | –                   | –                                                | 1994 |
| Die Ratte macht ein Picknick mit einer Babyratte, als dieser von einem Elefanten das Fläschchen gestohlen wird. Gemeinsam mit dem alarmierten Indriķis XIII versuchen sie, dem Elefanten die Flasche wieder abzunehmen, wobei alle von einer Klippe fallen. Der Elefant wird vom Amorph, die anderen durch die Katzenkrake gerettet, die ihnen daraufhin zeigt, dass der Elefant ebenfalls ein Baby hat und für dieses das Fläschchen haben wollte. |               |                 |                  |                     |                                                  |      |
| 10 | Mājiņa        | –               | A little House   | –                   | –                                                | 1994 |
| Das Schwein züchtet einen Kohlkopf, den sich ein Wurm als sein Heim auserwählt. Es ruft Indriķis XIII zu Hilfe, und während sie den Wurm jagen, bereiten die Ratte und die Katzenkrake aus dem Kohl eine Mahlzeit zu. Am Ende verspeisen alle gemeinsam das Essen, und das Schwein stellt dem Wurm einen Nistkasten als Behausung zur Verfügung. |               |                 |                  |                     |                                                  |      |
| 11 | Varavīksne    | –               | Rainbow          | –                   | –                                                | 1994 |
| Aus dem Bauch des Amorphs, der über dem Swimmingpool der Ratte in einer Wolke schläft, fällt ein Regenbogen. Über diesen gelangt die Ratte in den Bauch des Amorphs, der dadurch unter schlimmen Krämpfen erwacht. Die Katzenkrake will ihm helfen, aber erst mit Hilfe von Indriķis XIII gelingt es ihr, die Ratte aus dem Bauch zu befreien und den Amorph damit von seinen Schmerzen zu erlösen. |               |                 |                  |                     |                                                  |      |
| 12 | Kakao         | –               | Cocoa            | –                   | –                                                | 1995 |
| Das Schwein angelt an einem See und benutzt Kakaopulver als Köder. Dadurch wird eine Art Trompetenfisch angelockt. Dieser kommt an die Oberfläche und versucht, an mehr Kakao zu kommen. Dabei zieht sie das Schwein unter Wasser. Indriķis XIII eilt zu Hilfe, wird aber versehentlich deaktiviert und versinkt ebenfalls im See. Die Katzenkrake kann alle retten, während die Ratte über einen Monitor eifersüchtig zuschaut. |               |                 |                  |                     |                                                  |      |
| 13 | Tētiņš        | –               | Daddy            | –                   | –                                                | 1995 |
| Das Schwein will sich etwas zu essen zubereiten und entdeckt im Eierkorb ein Pinguinküken, welches Angst bekommt und daraufhin Chaos in der Küche anrichtet. Indriķis XIII soll helfen, sorgt aber für noch mehr Unordnung. Erst die Katzenkrake kann die Situation beruhigen. Das Schwein zieht sich einen Frack an, und das Küken erkennt in ihm eine Vaterfigur. Daraufhin wird es zutraulich und lässt sich in den Schlaf wiegen. |               |                 |                  |                     |                                                  |      |

## Hintergrund
In der Serie wird nicht gesprochen, die Charaktere verständigen sich allesamt über Gesten, Mimik und Geräusche. Dadurch war keine Synchronisation notwendig und die Episoden konnten ohne weitere Bearbeitung auch außerhalb der Sowjetunion bzw. Lettlands gesendet werden.

## Rezeption
Die Episode Sāls gewann 1985 den lettischen Lielais-Kristaps-Preis (deutsch Großer Christopherus, ein bedeutender lettischer Filmpreis) in der Kategorie „Beste Animation“. Im Rahmen der Lielais-Kristaps-Filmpreisverleihung im Jahr 2017, bei der Regisseur Ansis Bērziņš für sein Lebenswerk ausgezeichnet wurde, wurde die prämierte Episode von 1985 erneut aufgeführt.